# فريدريك ستورم
فريدريك ستورم (بالدنماركية: Frederik Storm)‏ هو لاعب هوكي الجليد دنماركي، ولد في 20 فبراير 1989 في كوبنهاغن في الدنمارك.

## وصلات خارجية
- فريدريك ستورم على موقع EliteProspects.com (الإنجليزية)
- فريدريك ستورم على موقع Eurohockey.com (الإنجليزية)
- فريدريك ستورم على موقع HockeyDB.com (الإنجليزية)
- فريدريك ستورم على موقع اللجنة الأولمبية الدولية (الإنجليزية)
- فريدريك ستورم على موقع أوليمبيديا (الإنجليزية)